# Aloe umfoloziensis
Aloe umfoloziensis é uma espécie de liliopsida do gênero Aloe, pertencente à família Asphodelaceae.